# San Juan, Temascaltepec
San Juan är en ort i kommunen Temascaltepec i delstaten Mexiko i Mexiko. Samhället hade 227 invånare vid folkräkningen 2020.